# 訃報 2001年10月
訃報 2001年10月（ふほう 2001ねん10がつ）では、2001年（平成13年）10月中に物故した、又は物故が報じられた人物についてまとめる。

## （1日 - 15日）

三代目古今亭志ん朝／10月1日没

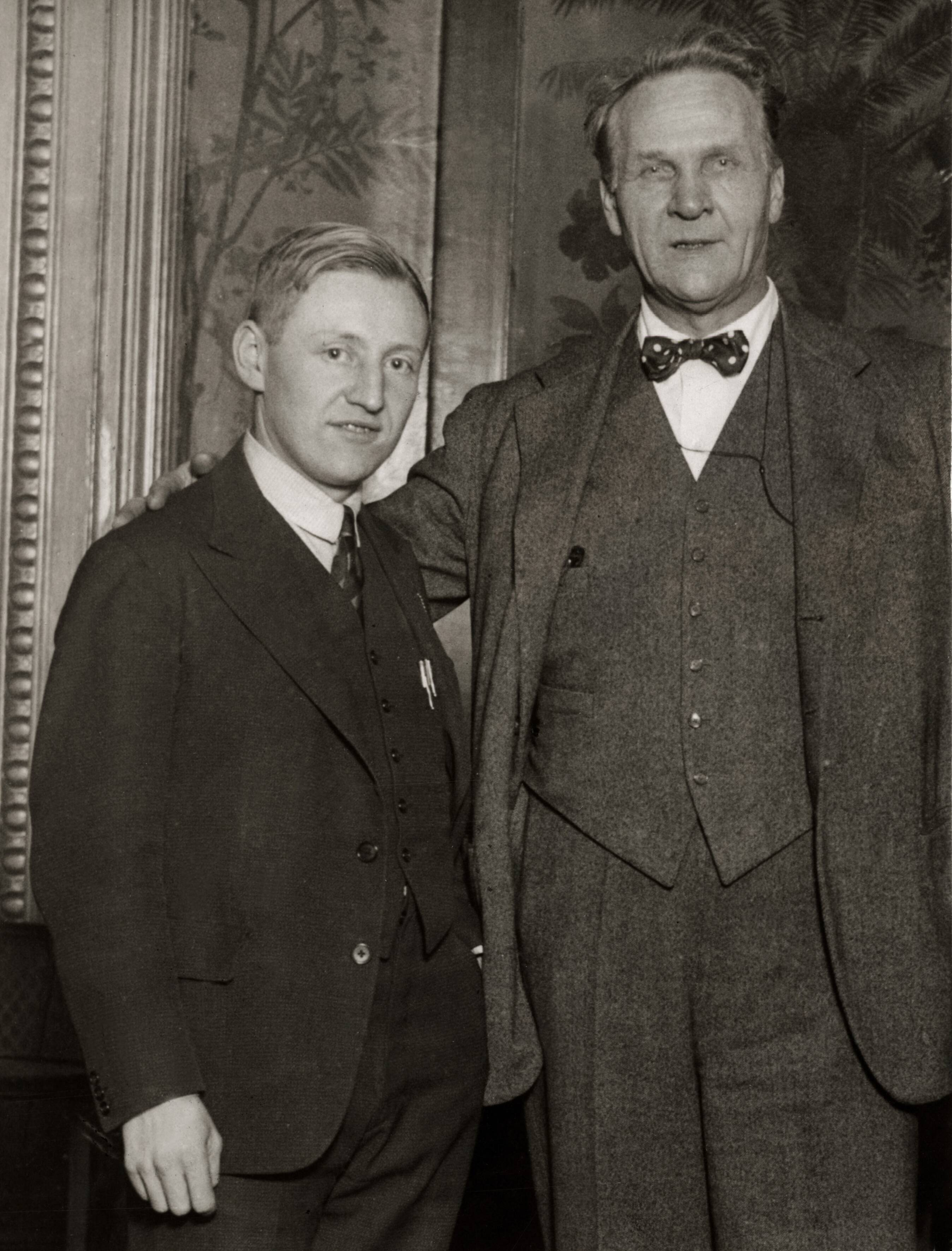
セーケイ・ゾルターン（右）／10月5日没

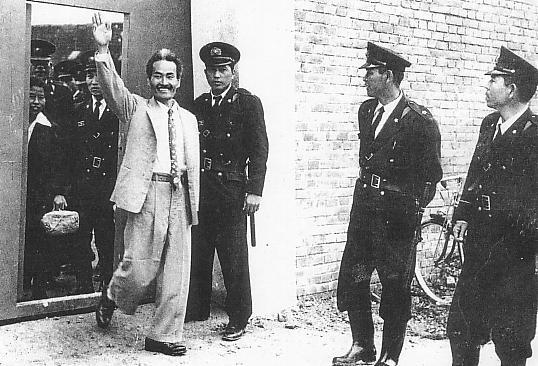
瀬長亀次郎／10月5日没

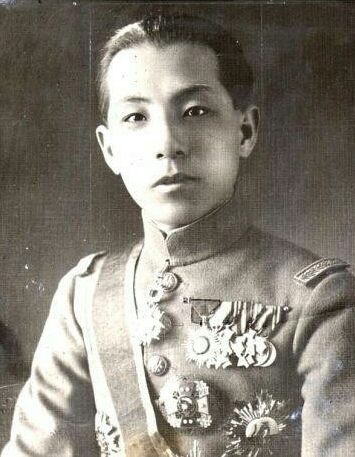
張学良／10月14日没

- 10月1日 - 三代目古今亭志ん朝、落語家（* 1938年）
- 10月5日 - セーケイ・ゾルターン、ヴァイオリニスト・作曲家（* 1903年）
- 10月5日 - 瀬長亀次郎、政治家（* 1907年）
- 10月6日 - ミゲール・デルトロ、元プロ野球選手（* 1972年）
- 10月9日 - 二瓶秀雄、声優（* 1932年）
- 10月10日 - ヴァシーリー・ミシン、宇宙工学者（* 1917年）
- 10月11日 - 高橋辰夫、政治家、元自民党衆議院議員（* 1928年）
- 10月11日 - 山本善之助、写真家（* 1931年）
- 10月12日 - 俊藤浩滋、映画プロデューサー（* 1916年）
- 10月14日 - 張学良、中国・軍閥の首領（* 1901年）
- 10月15日 - 日詰昭一郎、ミュージシャン、作曲家（* 1957年）

## （16日 - 31日）

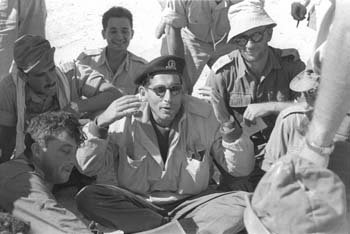
レハバム・ゼエビ（中央）／10月17日没

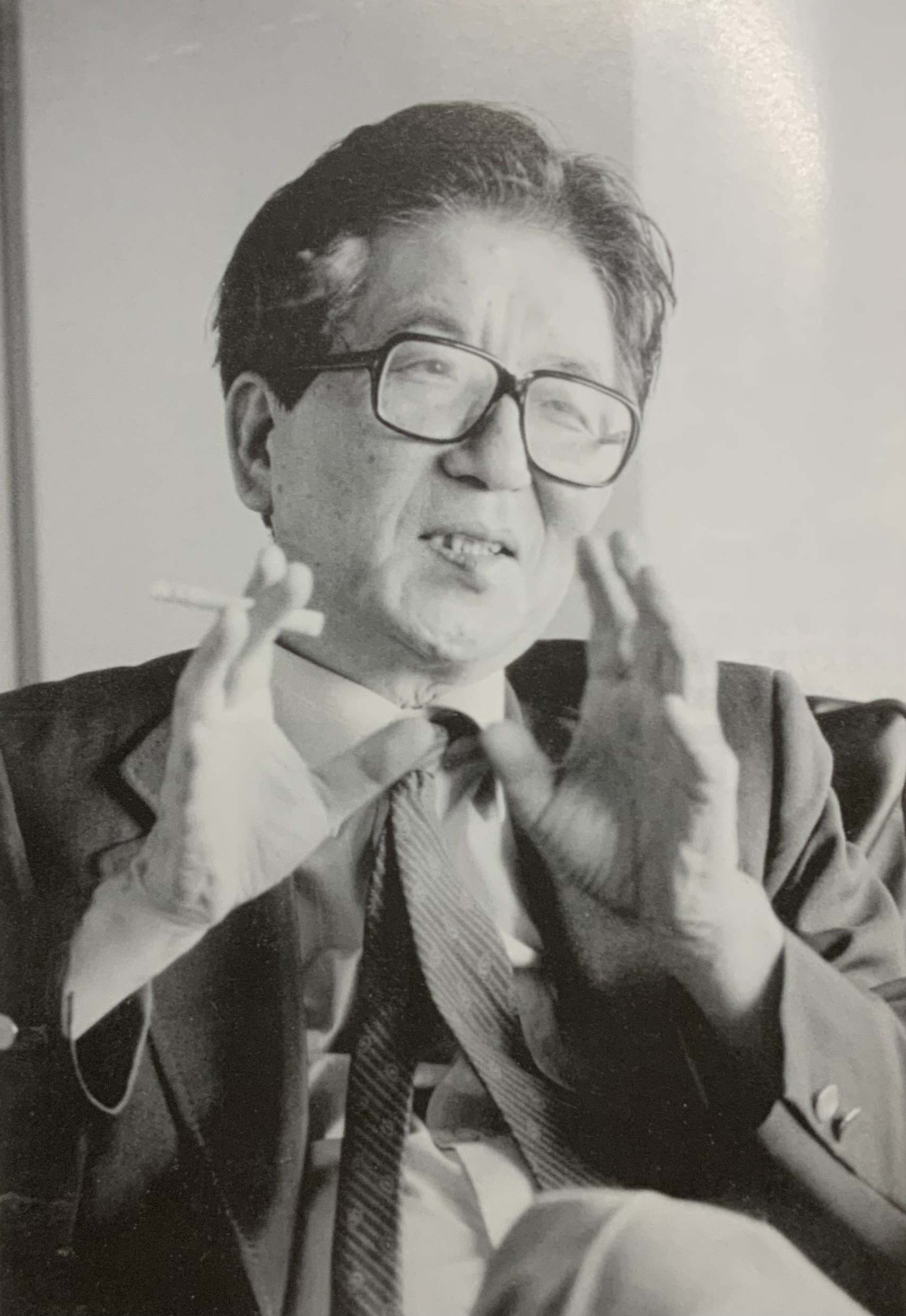
萩原延壽／10月24日没

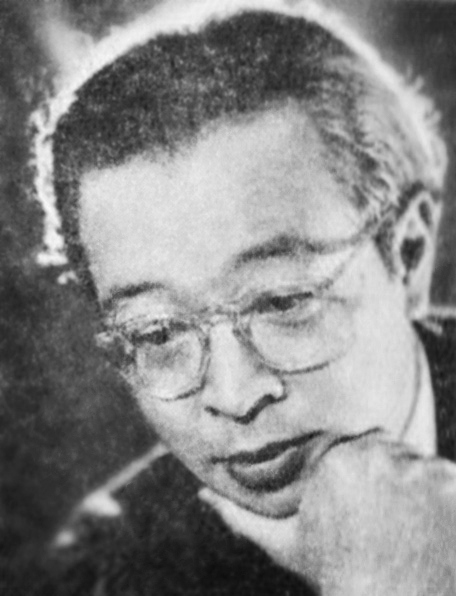
松平頼則／10月25日没

- 10月17日 - レハバム・ゼエビ、軍人、政治家、イスラエル観光相（* 1926年）
- 10月23日 - 古川あんず、舞踏家（* 1952年）
- 10月24日 - スティーヴン・ワーム、言語学者（* 1922年）
- 10月24日 - 萩原延壽、歴史家（* 1926年）
- 10月24日 - 菅原加織、俳優（* 1970年）
- 10月25日 - 松平頼則、作曲家（* 1907年）
- 10月27日 - 八尋俊邦、実業家（* 1915年）
- 10月29日 - 伊賀山正光、映画監督（* 1905年）